# Asociación Nacional de Televisión
La Asociación Nacional de Televisión de Chile (Anatel) es la asociación gremial que reúne a los canales de televisión de señal abierta con cobertura nacional que operan en ese país. Fue creada el 29 de noviembre de 1991, siendo su primer presidente, el entonces director ejecutivo de Televisión Nacional de Chile, Jorge Navarrete Martínez. Su actual presidente es Pablo Vidal Rojas.
La organización vela por el respeto a la libertad de expresión, al mismo tiempo que resguarda el respeto por los valores morales en la televisión chilena. Además realiza una serie de transmisiones conjuntas y producciones propias.

## Afiliados

### Actuales
Los siete canales de televisión actualmente asociados a ANATEL son:
| Canal       | Logotipo | Nombre oficial                         | Propietario                                     | Operado                             | Fundación               | Director(es) ejecutivo(s)                                                                                   | Director de prensa          | Sitio web        |
| ----------- | -------- | -------------------------------------- | ----------------------------------------------- | ----------------------------------- | ----------------------- | --- | --------------------------- | ---------------- |
| Telecanal   |          | Red de Telecanal S.A. (Canal Dos S.A.) | Albavisión                                      | Red de Telecanal (Canal Dos S.A.)   | 5 de diciembre de 2005  | Rodrigo Álvarez Aravena                                                                                     | -                           | www.telecanal.cl |
| La Red      |          | Compañía Chilena de Televisión S.A.    | Albavisión                                      | Compañía Chilena de Televisión S.A. | 12 de mayo de 1991      | Marcelo Pandolfo Ortega (Director ejecutivo interino)                                                       | -                           | lared.cl         |
| TV+         |          | TV+ SpA                                | Media 23 SpA (90 %) PUCV Multimedios SpA (10 %) | TV+ SpA                             | 21 de noviembre de 2018 | Martín Awad Cherit (Gerente General)                                                                        | -                           | tvmas.tv         |
| TVN         |          | Televisión Nacional de Chile           | Estado de Chile (público)                       | Televisión Nacional de Chile        | 24 de octubre de 1969   | Francisco Vidal Salinas (Presidente del directorio) Susana García Echazú (Directora ejecutiva)              | Gerson Del Río Barahona     | tvn.cl           |
| Mega        |          | Megamedia S.A.                         | Bethia                                          | Mega Media                          | 23 de octubre de 1990   | Carlos Heller Solari (Presidente del directorio) Patricio Hernández Pérez (Director ejecutivo)              | Lorena de las Heras         | mega.cl          |
| Chilevisión |          | Red de Televisión Chilevisión S.A.     | Paramount Global                                | Paramount Networks Americas         | 4 de noviembre de 1960  | Juan Ignacio Vicente Marco (Presidente ejecutivo)                                                           | Pablo Vásquez               | chilevision.cl   |
| Canal 13    |          | Canal 13 SpA                           | Grupo Luksic                                    | Secuoya Chile                       | 21 de agosto de 1959    | Carolina Altschwager Kreft (Presidenta del directorio) Cristián Núñez Pacheco (Director ejecutivo interino) | Claudio Villavicencio Tobar | 13.cl            |

### Anteriores

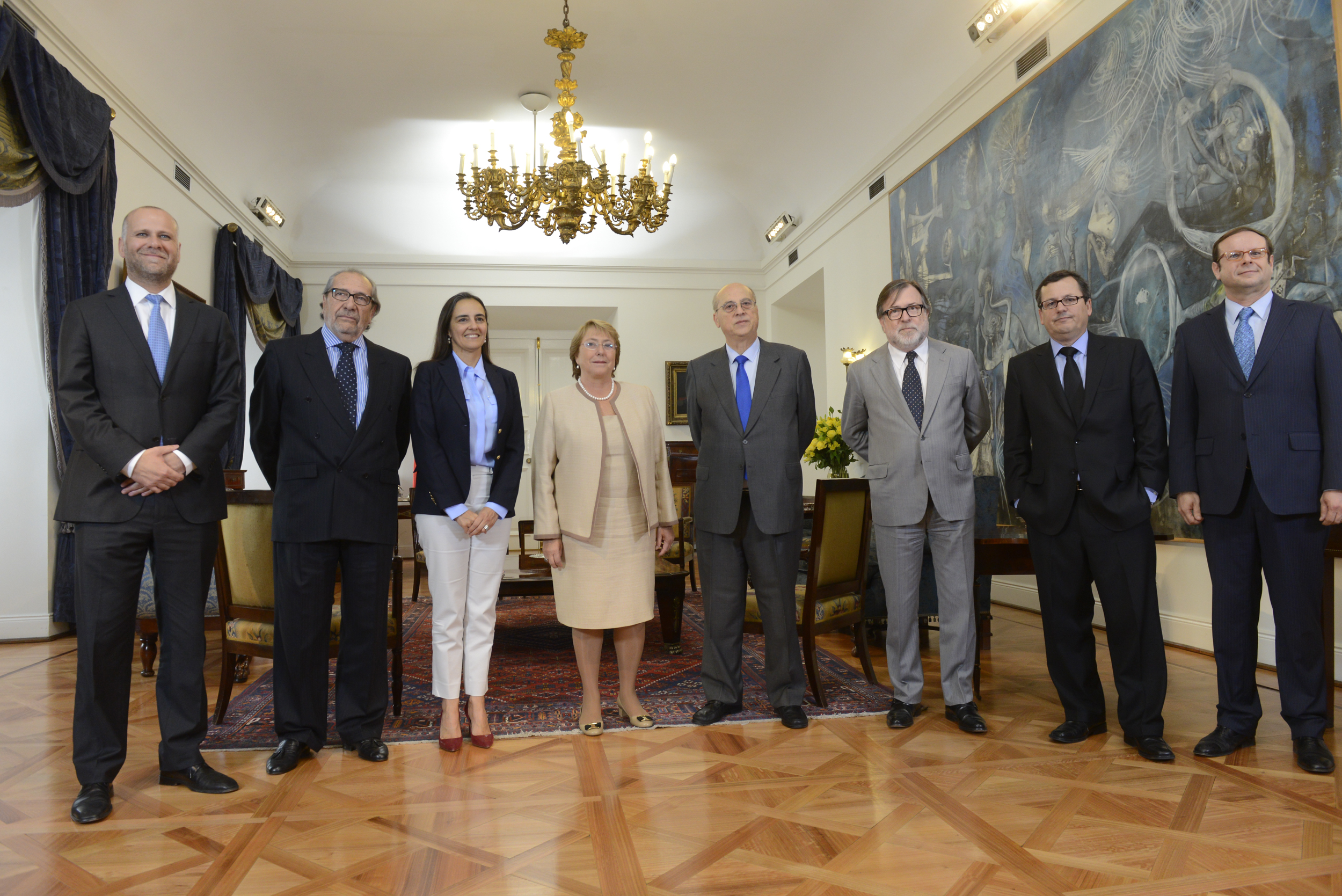
Representantes de los canales de ANATEL visitan a la presidenta Michelle Bachelet en 2015.

Hubo otros canales que estuvieron afiliados a ANATEL:
- Canal 2 Rock & Pop: estuvo afiliado desde el comienzo de sus transmisiones, el 16 de agosto de 1995, hasta el cierre definitivo de sus transmisiones, por problemas económicos, el 1 de diciembre de 1999. Dicha frecuencia, la señal 2.1 de Santiago, lo ocupa actualmente Telecanal.
- Telenorte: estuvo afiliada desde su comienzo hasta su cierre el 30 de octubre de 2001 por las mismas razones que el canal anterior.
- UCV Televisión: fue renombrado TV+ el 21 de noviembre de 2018. Si bien, existe un canal secundario del mismo nombre, este no está afiliada a Anatel, pero ocasionalmente se une a la cadena nacional, como por ejemplo, para emitir la franja para el plebiscito de 2023.[2]

### Renuncia y regreso de La Red (2014-2018)
El 17 de junio de 2014, La Red renunció a su afiliación a ANATEL, debido a la «pérdida de la confianza que se estaría dando entre canales», ya que estos estarían contratando a rostros de otros canales, cuando estos aún cuentan con contrato vigente. Aun así, transmite la Teletón  las cadenas nacionales y las franjas electorales por la red ANATEL. El 21 de agosto de 2018, La Red volvió a ser parte de Anatel, después de más de cuatro años fuera del gremio.

### Otros canales
Los canales secundarios de cada canal como NTV, TV Chile y Canal 24 Horas (TVN), Mega 2  y Meganoticias Alerta (Mega), 13i y T13 En Vivo (Canal 13), UChile TV y el Canal Chilevisión Noticias (Chilevisión), así como también el canal de noticias CNN Chile, también se han sumado a la transmisión de las cadenas nacionales (principalmente el anuncio presidencial en cadena nacional, la cuenta pública, la franja electoral, y la parada militar).

## Transmisiones conjuntas
Anatel realiza un importante papel en las cadenas nacionales chilenas, haciendo posible su transmisión simultánea en todos los canales afiliados.
De este modo, los canales que integran ANATEL transmiten conjuntamente la franja electoral, los mensajes presidenciales en cadena nacional, la cuenta publica del Presidente de la República del 1 de junio, el Te Deum ecuménico y evangélico con motivo de las Fiestas Patrias (hasta 2017)y la Parada Militar.
Además, es la organizadora de la transmisión del evento de la Teletón, y también durante periodo de las elecciones presidenciales, también es organizadora de los Debates ANATEL para primera y segunda vuelta presidencial (en caso de que la haya), en todas las elecciones presidenciales, como ha ocurrido en los procesos de 1993, 1999-2000, 2005-2006, 2009-2010, 2013, 2017 y 2021.
Cada periodo donde se desarrolla las elecciones o plebiscitos, Anatel y el CNTV (por medio de su señal cabecera de TVN) los canales de televisión asociados a este gremio (incluyendo fuera de este) también se unen en cadena nacional para presentar al país las propuestas de los candidatos u opciones a plebiscitarse.Estos se presentan diariamente durante el periodo de un mes, hasta 3 días antes de la votación,con dos ediciones, una en la mañana y otra en la tarde, salvo por algún evento importante, en la cual, un canal debe transmitir obligatoriamente un programa o evento especial, para cumplir con los derechos de transmisión, como lo que pasó en el primer partido de la selección Chilena, correspondiente a las clasificatorias para el Mundial de 2022, el día 8 de octubre de 2020 (época del plebiscito nacional por la nueva constitución), transmitidos por Chilevisión; y en consecuencia, la franja electoral de la tarde, se adelantó a las 19:00 horas.
Desde marzo de 2020 y hasta 2022 (durante los gobiernos de Sebastián Piñera y Gabriel Boric), Anatel fue el organizador de los «balances oficiales» de la pandemia de COVID-19 en Chile, dados a conocer por el ministro de Salud, acompañados por el subsecretario de Salud Pública y el subsecretario de Redes Asistenciales.

## Presidentes
- Jorge Navarrete Martínez (1991-1994)
- Alfredo Escobar Cousiño (1994-1997)
- Bernardo Donoso Riveros (1997-2000)
- René Cortázar Sanz (2000-2001)
- Felipe Pozo Ruiz (2001)
- Jaime Bellolio Rodríguez (2001-2006)
- Alfredo Escobar Cousiño (2006-2008)
- Bernardo Donoso Riveros (2008-2012)
- Ernesto Corona Bozzo (2012-2022)
- Pablo Vidal Rojas (2022-)

## Premio Anatel
- Sergio Livingstone y Julio Martínez (2003)[19]
- Mario Kreutzberger (2004)[19]
- Antonio Vodanovic (2005)[19]
- Jorge Navarrete (2006)[19]
- Alfredo Escobar (2011)[20]
- Bernardo Donoso (2017)[19][21]
- Pedro Carcuro (2020)[22]
- Mario Kreutzberger (2022)
- María Eugenia Rencoret y Amira Arratia (2023)
- Mariana Hidalgo y Guillermo Memo Murúa (2024)